# 弥哈伊尔·王泉生
弥哈伊尔·王泉生（俄语：Михаил Ван Цюаньшэн，1924年1月27日—2015年6月2日），生於北京，是中华东正教会的一位神父。弥哈伊尔·王泉生起初是圣母大堂的一位講道員。1958年，弥哈伊尔·王泉生成為中华东正教会的神職人員。1964年12月，上海境內的東正教教堂被關閉，弥哈伊尔·王泉生無法在教堂內活動。文化大革命期間，王泉生被關押進勞改營。 2009年8月，弥哈伊尔·王泉生為额尔古纳市的一個東正教教堂主持祝圣仪式。2013年5月15日，全俄大牧首基里尔一世访华期间，在圣母大堂主持50年来的首次圣礼仪，弥哈伊尔·王泉生也參與了此次活動。